# Lando Norris
Lando Norris, född 13 november 1999 i Bristol, är en brittisk racerförare som kör för McLaren i Formel 1. Han fick förtroendet att ersätta den rutinerade före detta världsmästaren Fernando Alonso. 
Norris debuterade i Formel 1-VM 2019.. Han tog sin första pallplats i formel 1 när han kom trea i Österrikes Grand Prix 2020, sin första pole position vid Rysslands Grand Prix 2021, och sin första seger vid Miamis Grand Prix 2024.

## Formel 1-karriär
| Säsong            | Stall/Tillverkare  | Placering         | Lopp | Poäng | Etta | Tvåa | Trea | Pole | Varv |
| ----------------- | ------------------ | ----------------- | ---- | ----- | ---- | ---- | ---- | ---- | ---- |
| 2019              | McLaren - Renault  | 11                | 21   | 49    | 0    | 0    | 0    | 0    | 0    |
| 2020              | McLaren - Renault  | 9                 | 17   | 97    | 0    | 0    | 1    | 0    | 2    |
| 2021              | McLaren - Mercedes | 6                 | 22   | 160   | 0    | 1    | 3    | 1    | 1    |
| 2022              | McLaren - Mercedes | 7                 | 22   | 122   | 0    | 0    | 1    | 0    | 2    |
| 2023              | McLaren - Mercedes | 6                 | 22   | 205   | 0    | 6    | 1    | 0    | 1    |
| 2024              | McLaren - Mercedes | 2                 | 24   | 349   | 4    | 6    | 3    | 8    | 6    |
| 2025              | McLaren - Mercedes | 2                 | 13   | 232   | 4    | 5    | 1    | 4    | 5    |
| Sammanlagt (2025) | Sammanlagt (2025)  | Sammanlagt (2025) | 141  | 1214  | 8    | 18   | 10   | 13   | 17   |

| 1. Miamis 2024 2. Nederländerna 2024 3. Singapore 2024 4. Abu Dhabi 2024 5. Australien 2025 6. Monaco 2025 7. Österrike 2025 8. Storbritannien 2025 |

| 1. Italien 2021 2. Storbritannien 2023 3. Ungern 2023 4. Singapore 2023 5. Japan 2023 6. USA 2023 7. Brasilien 2023 8. Kina 2024 9. Emilia-Romagnas 2024 10. Kanada 2024 11. Spanien 2024 12. Ungern 2024 13. Mexiko 2024 14. Miami 2025 15. Emilia-Romagna 2025 16. Spanien 2025 17. Belgien 2025 |

| 1. Österrike 2020 2. Emilia-Romagnas 2021 3. Monaco 2021 4. Österrike 2021 5. Emilia-Romagnas 2022 6. Qatar 2023 7. Australien 2024 8. Storbritannien 2024 9. Italien 2024 10. Bahrain 2025 |

| 1. Ryssland 2021 2. Spanien 2024 3. Ungern 2024 4. Nederländerna 2024 5. Italien 2024 6. Singapore 2024 7. USA 2024 8. Brasilien 2024 9. Abu Dhabi 2024 10. Australien 2025 11. Monaco 2025 12. Österrike 2025 13. Belgien 2025 |

| 1. Österrike 2020 2. Turkiet 2020 3. Ryssland 2021 4. Monaco 2022 5. Abu Dhabi 2022 6. Brasilien 2023 7. Spanien 2024 8. Nederländerna 2024 9. Italien 2024 10. Azerbajdzjan 2024 11. Las Vegas 2024 12. Qatar 2024 13. Australien 2025 14. Kina 2025 15. Saudiarabien 2025 16. Miami 2025 17. Monaco 2025 |

## Karriär
Under sitt första år i Formel 2 (2018) slutade Norris på andra plats i mästerskapet efter segraren George Russell. Året efter tog Norris steget upp till Formel 1 tillsammans med två andra förare från Formel 2, George Russell och Alexander Albon.